# Ciulin

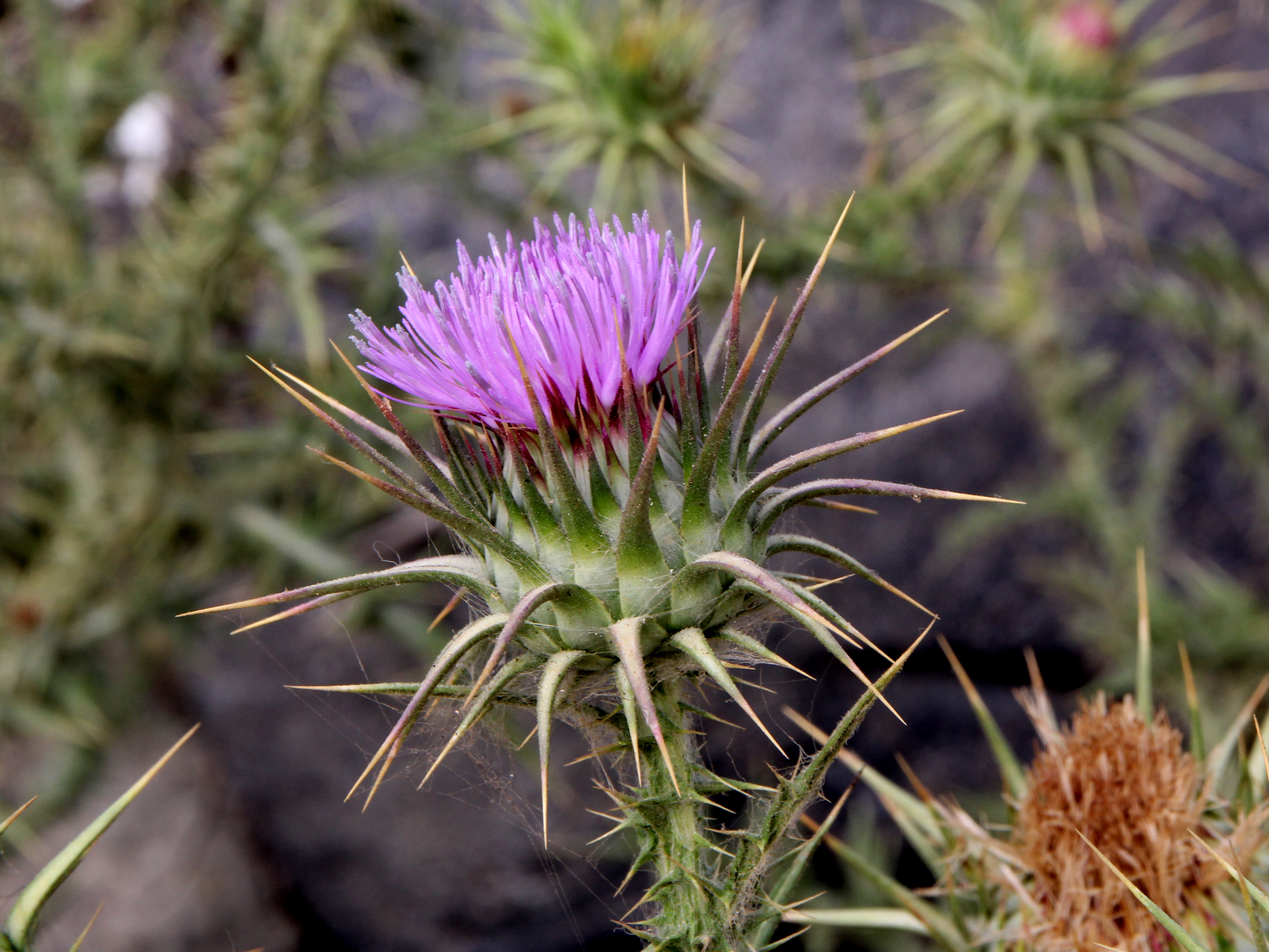
Carduus nutans

Ciulinul (Carduus nutans) este o plantă erbacee din familia Asteraceae.

## Descriere
Ciulinul, plantă erbacee bienală, cu tulpina și frunzele spinoase, foarte răspândită în locuri necultivate, în câmpuri și pășuni uscate, pe marginea drumurilor, ce înflorește începând din luna iunie și până în august.
În scopuri medicinale se întrebuințează partea aeriană a plantei, recoltată în perioada înfloririi.

## Componenții principali
Flavonoide, aminoacizi, antocianozide și derivați orto-dihidroxifenolici.

## Proprietăți
- hepatoprotector datorită existenței aminoacizilor și flavonoidelor

## Indicații
- Hepatoprotector în bolile ficatului[2]

## Legături externe
- „ciulin” la DEX online
- Carduus nutans (TSN 35787). Integrated Taxonomic Information System.